# История на подводния флот
Историята на подводния флот датира от 16 век – века на великите географски открития и откриването на Америка.
Идеята за създаване на потапяеми съдове се приписва на Александър Велики във връзка с опитите му да надвие силния тирски флот при обсадата на Тир посредством (под)водно разузнаване.
Първият успешно функционирал подводен плавателен съд е холандски и е конструиран от механика и физика Корнелиус ван Дребел през 17 век. Построен в Лондон за 12 гребци и 3-ма офицери, като хрониката предава, че крал Джеймс I бил един от тези първи подводничари. През 1634 г. йезуитът Мерсен излиза със съчинение за „Необходимите условия за подводно плаване“, а в 1653 г. в Ротердам е построена подводница с дължина 72 фута, ширина 8 фута и височина 12 фута. Носът и кърмата ѝ имали формата на четириъгълни пирамиди.
Първият който построил подводница с военни цели – за атака срещу неприятеля, бил американеца Дейвид Бушнел от Кънектикът. Това се случило в годината на Декларацията за независимост на Тринадесетте британски колонии, написана от Томас Джеферсън, с която се създават Съединените американски щати – 1776 г. Този опит не бил многообещаващ, понеже англичаните набързо потопили с корабните оръдия в река Хъдзън американското нововъведение.
В 1796 г. Кастър предложил на френското революционно правителство проект за строеж на подводница с която да се потапят английските бойни кораби, който излязъл на бял свят през 1810 г. В 1800 г. Роберт Фултон построил работещ модел на подводница на основата на модела на Бушнел и го представил на Наполеон Бонапарт с цел затягане примката на заплануваната континентална блокада.
В 1820 г. американският контрабандист Джонсън имал идея въз основа на подводница построена по своя уникална система да освободи Наполеон I от о-в Св. Елена, като за целта започнал да събира пари, но преждевременната смърт на самозвания император, осуетила плановете му да надхитри най-мощния флот по това време в света – английският.
В 1845 г. в река Сена е спуснат апарата Хидростат.
Реалното създаване и използване на подводници за военни цели датира от времето на американската гражданска война, като технологичното им ниво не било на висота, но въпреки това тези опити значително тласнали напред развитието на подводното дело.
Първите успешни опити за създаване на подводници са от края на 19 век, като в началото на 20 век започва въвеждането им за нуждите на военноморските сили. В Русия началото е сложено в 1878 г., във Франция – в 1884 г., в Испания и Великобритания – в 1887 г., в САЩ – в 1892 г., като обаче истинския си ренесанс идеята за създаване на подводен флот намира реализация в Германската империя, в която до началото на Първата световна война са въведени на въоръжение 48 подводници с още 29 в строителство. В стремежа си да противодейства на военноморските амбиции на Райха, Британската империя е въвела към 1914 г. на въоръжение 77 подводници с още 15 в строителство, които обаче са технологично по-изостанали от немските. Франция към онзи момент е имала 62 подводници, а Русия – 58.
По силата на Версийския договор, целия военноморски флот на Германската империя е унищожен, като особено стриктно това е следено от съюзническата контролна комисия по отношение на германските подводници с които се е водела неограничената подводна война в Атлантика.
Германската империя е първата държава използвала подводниците си ефективно за военни цели. Още през Първата световна война немските подводници потапят 11 млн. тона бруто товари на Антантата, кoето обстоятелство поставя Британската империя пред зависимост от ефектива от действията на немския подводен флот, защото на Албиона започнали да изпитват недостиг от доставки на храни, руди и суровини за военната индустрия. Въпреки неголемия си брой, използваните германски подводници показали потенциал през ПСВ, което било успешен тест за стратегията при изграждането на Кригсмарине.
Въпреки версайското споразумение, германските военни инженери продължили да работят по развитието на немския подводен флот. Те изнесли разработките си в други държави и още през 1922 г. възложили на проектантско корабостроително бюро намиращо се в Хага разработката на три подводници, а след още 3 години същата фирма поела задачата да конструира и построи две подводници за турския флот. Германски специалисти се заели и с изграждането на подводния флот на Испания. Така още в първите години след Версайската система от договори, Германия продължила в тайна разработката на подводници. Oрганизирани били и курсове за подводна техника и водене на морски бой с подводници от бивши германски морски офицери от войната. От 1919 до 1932 г. Германия изживява най-трудните години в развитието на подводното си дело, но въпреки клаузите на Версайския договор, успява не само да запази в голяма степен военния си и научен потенциал в тази област, но и да го развие в сравнителен план доста успешно. В периода между двете световни войни, продължава разработването на нови подводници в други държави базирани на германския опит от Първата световна война.
През 1932 г. е тайно приета първата следвоенна програма за построяването на 16 германски подводници до 1938 г. Въпреки успешната програма, възстановяването първоначално върви мудно, като едва след идването на НСДАП на власт, започва ускорена реализация по план Z.
Подписването на британско-германско военноморско споразумение (1935) на практика рестартира процеса по реализация на германските военноморски планове, базирани основно на съграждането на силен подводен флот, което решение с оглед на битката за Атлантика през ВСВ се оказва изключително удачно и ефективно поне до разчитането на немския код на енигмата и откриването и въвеждането на въоръжение на сонара от атлантическите съюзници за засичане на германските подводници.
През 1935 г. за командващ на германския военен подводен флот е назначен гросадмирал Карл Дьониц, който налага схващането си, че подводният флот ще играе самостоятелна, а не спомагателна роля във войната по вода. В завещанието си фюрера го назначава за свой приемник, а по време на ВСВ, най-важните постове в разузнаването и службите за сигурност се заемат от военноморски офицери – Вилхелм Канарис и Райнхард Хайдрих.
По времето на студената война, СССР възприема в системата си за сигурност, германското схващане за изграждане на силен подводен флот със собствена роля и функция, давайки примат при строежа на атомни подводници за нуждите на стратегическите си северен и тихоокеански флот, които през 21 век са на върха на тризъбеца на Нептун, т.е. на ядрената триада на Русия.
От 1 ноември 2011 г. България е без подводен флот след близо вековна история, изваждайки само над вода последната си подводница „Слава“, с цел тя да бъде превърната в музей на военноморското дело във Варна.